# Sphaerophoria brevipilosa
Sphaerophoria brevipilosa är en tvåvingeart som beskrevs av Knutson 1972. Sphaerophoria brevipilosa ingår i släktet sländblomflugor, och familjen blomflugor. Inga underarter finns listade i Catalogue of Life.